# Pachyneuron aphidis
Pachyneuron aphidis är en stekelart som först beskrevs av Bouché 1834.  Pachyneuron aphidis ingår i släktet Pachyneuron, och familjen puppglanssteklar. Arten är reproducerande i Sverige.